# Spaak-kommittén
Spaak-kommittén var en kommitté som tillsattes av Messinakonferensen med uppgift att utreda hur ett framtid samarbete kring en gemensam marknad och 
kärnenergi skulle kunna inrättas vid sidan av Europeiska kol- och stålgemenskapen. Kommittén leddes av Belgiens utrikesminister Paul-Henri Spaak och innefattade därutöver en ledamot från varje medlemsstat (Belgien, Frankrike, Italien, Luxemburg, Nederländerna och Västtyskland) samt en representant från Storbritannien.
Kommitténs arbete påbörjades den 9 juli 1955 och avslutades den 20 april 1956 när kommittén antog sin rapport, Spaak-rapporten. Denna låg till grund för Venedigkonferensens beslut att sammankalla en regeringskonferens om den gemensamma marknaden och Euratom.
Ett första utkast till Spaak-kommittén presenterades vid Noordwijk-konferensen den 6 september 1955. I oktober 1955 beslutade den brittiska regeringen att lämna Spaak-kommittén då man inte ville ingå i en tullunion och inte heller överlämna uppgifter om sin kärnkraft.